# Сан Маманте-Казе Ленцуола (Равена)
Сан Маманте-Казе Ленцуола је насеље у Италији у округу Равена, региону Емилија-Ромања.
Према процени из 2011. у насељу је живело 30 становника. Насеље се налази на надморској висини од 53 м.